# Therese Vestris
Marie Thérèse Vestris, auch Teresa Vestris (* 1726 in Florenz; † 1808 in Paris) war eine italienische Tänzerin.
Thérèse war eine Tochter von Tommaso Marin Ippolito Vestris (eigtl. Vestri), von dessen sieben Kindern insgesamt drei den Tänzerberuf ergriffen: Thérèse, Gaetano, (1728–1808) und Angiolo (1730–1809).
Therese Vestris studierte in Neapel und debütierte in Palermo. Sie tanzte in Wien, wo sie Maitresse von Fürst Esterhazy wurde. Kaiserin Maria Theresia war darüber ungehalten und befahl ihr, nach Dresden zu gehen. Nach einem Aufenthalt in Florenz kam sie 1746 an die Opéra National de Paris, wo sie die Maitresse des Tänzers Jean Lany wurde. Durch diesen Kontakt bereitete sie den Boden an der Pariser Oper auch für ihre Brüder. In Paris trat sie von 1751 bis 1766 als Solistin auf und nahm an der steilen Karriere ihrer Brüder teil.
| Personendaten    | Personendaten                     |
| ---------------- | --------------------------------- |
| NAME             | Vestris, Therese                  |
| ALTERNATIVNAMEN  | Vestris, Thérèse; Vestris, Teresa |
| KURZBESCHREIBUNG | italienische Tänzerin             |
| GEBURTSDATUM     | 1726                              |
| GEBURTSORT       | Florenz                           |
| STERBEDATUM      | 1808                              |
| STERBEORT        | Paris                             |